# Nová Ves u Nepomuka
Nová Ves u Nepomuka je vesnice, část obce Neurazy v okrese Plzeň-jih v Plzeňském kraji. Nachází se asi 3,5 kilometru severovýchodně od Neurazů. Je zde evidováno 52 adres.
Nová Ves u Nepomuka je také název katastrálního území o rozloze 3,43 km².

## Historie
První písemná zmínka o vesnici pochází z roku 1551.

## Obyvatelstvo
| Rok            | 1869 | 1880 | 1890 | 1900 | 1910 | 1921 | 1930 | 1950 | 1961 | 1970 | 1980 | 1991 | 2001 | 2011 | 2021 |
| -------------- | ---- | ---- | ---- | ---- | ---- | ---- | ---- | ---- | ---- | ---- | ---- | ---- | ---- | ---- | ---- |
| Počet obyvatel | 245  | 217  | 205  | 206  | 223  | 222  | 208  | 202  | 187  | 162  | 133  | 105  | 90   | 63   | 72   |
| Počet domů     | 31   | 35   | 35   | 38   | 39   | 40   | 47   | 53   | 47   | 46   | 39   | 45   | 49   | 50   | 53   |

## Obecní správa
Při sčítání lidu v letech 1850–1975 Nová Ves u Nepomuka byla samostatnou obcí, se kterým patřila nejprve do okresu Přeštice, ale v roce 1950 v okrese Blovice a od roku 1960 v okrese Plzeň-jih. Od 1. ledna 1976 je částí obce Neurazy v okrese Plzeň-jih.

## Galerie

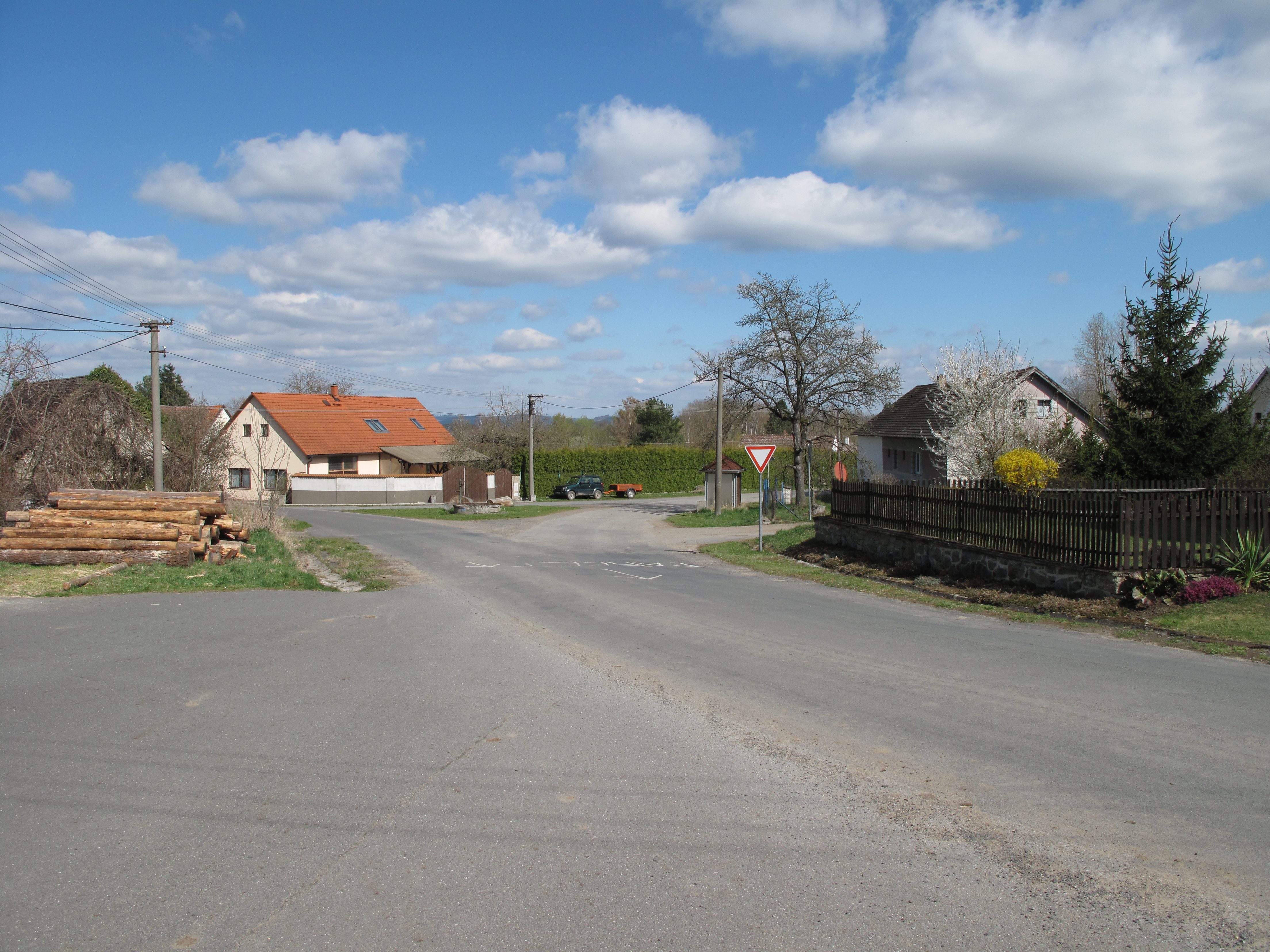
Silnice
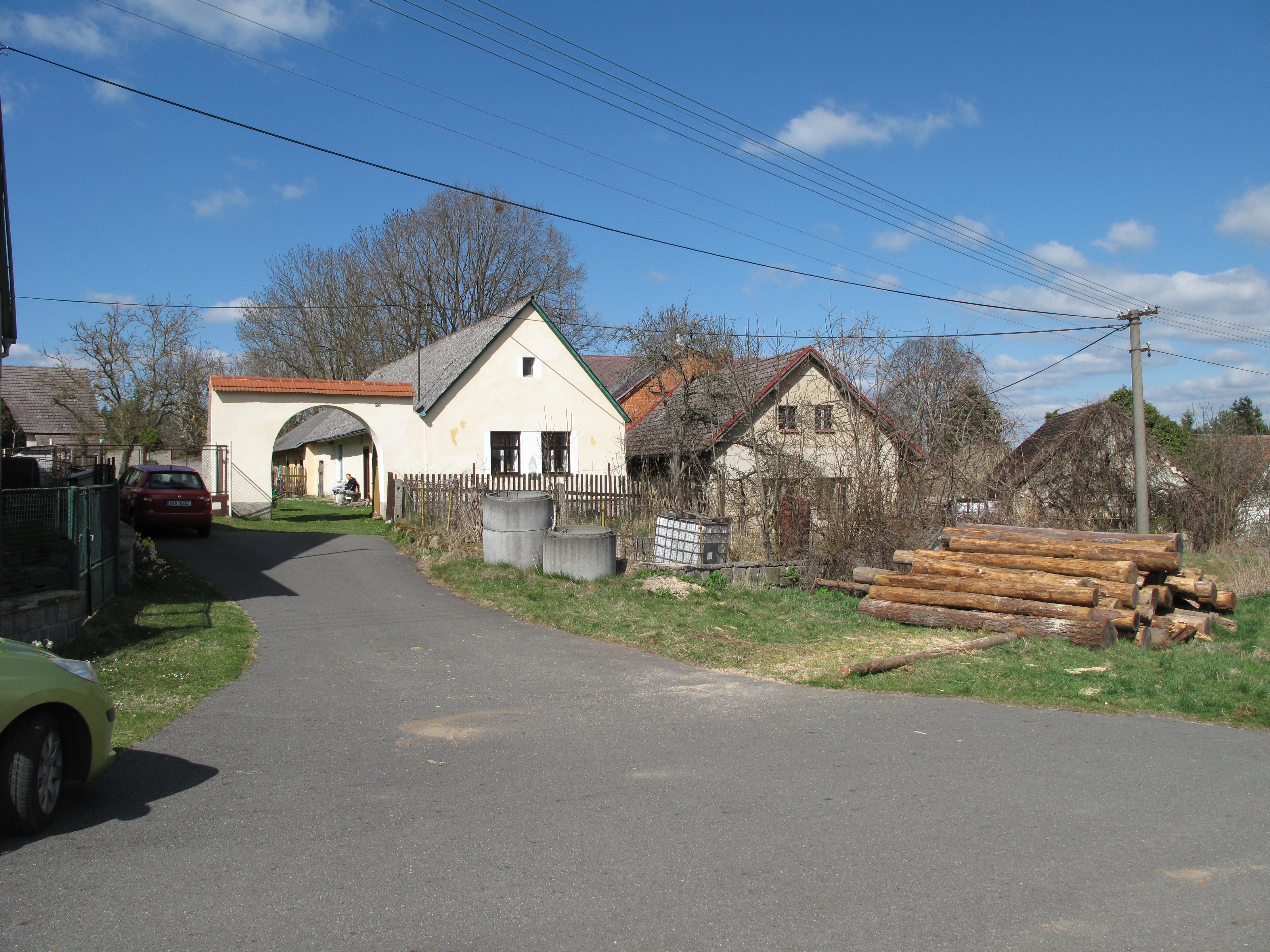
Chalupy
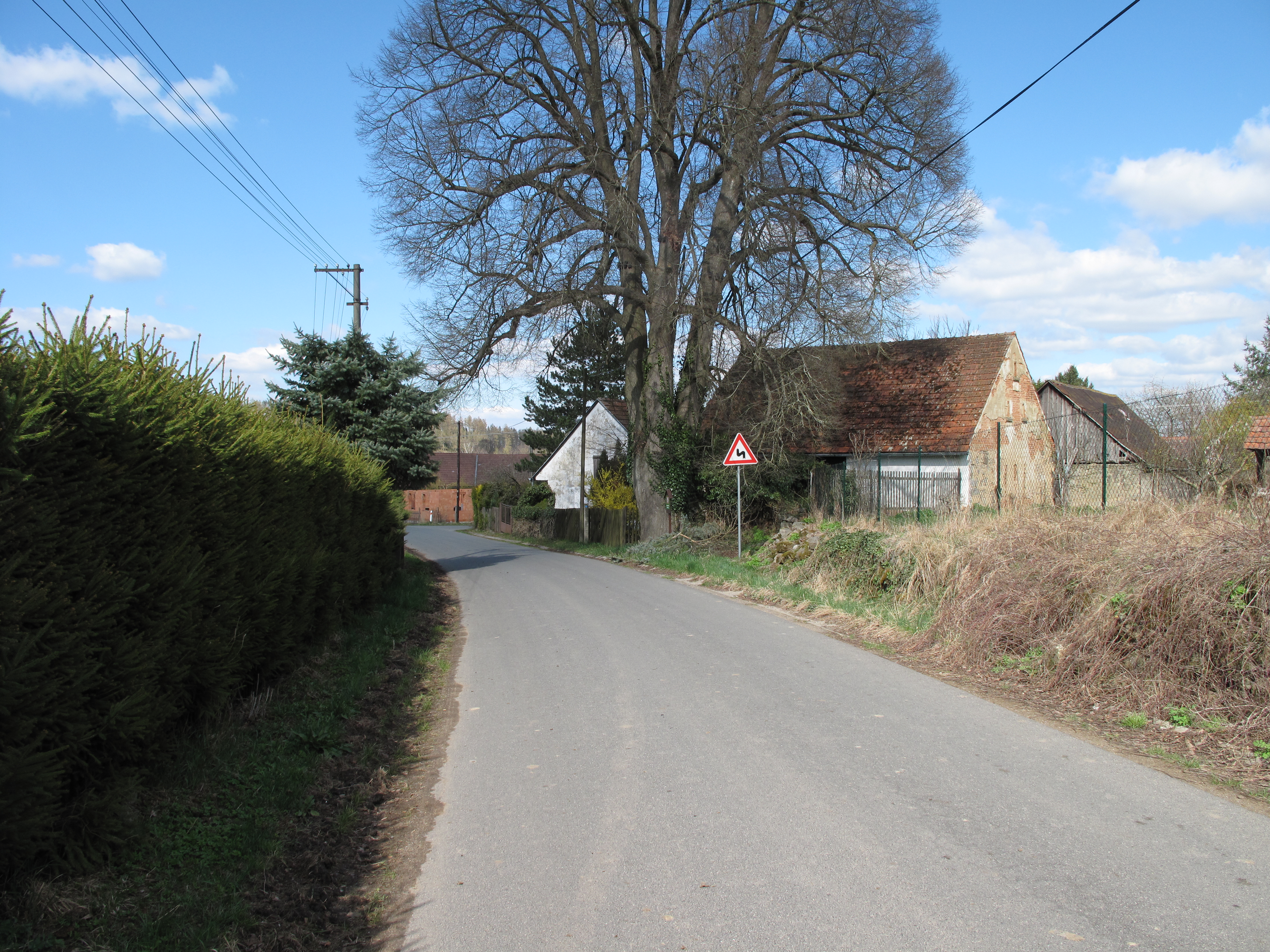
Památná lípa